# Alexandrië
Alexandrië (klemtoon: Alexandrië; Arabisch: الإسكندرية, al-ʼIskandariyyah; Oudgrieks: Αλεξάνδρεια, Alexándreia) is een miljoenenstad in het noorden van Egypte, aan de Middellandse Zee. De stad is genoemd naar Alexander de Grote en is de op een na grootste stad van Egypte. Ze ligt aan de noordwestpunt van de Nijldelta.

## Geschiedenis
De stad is genoemd naar Alexander de Grote, die een wereldrijk vestigde waar ook Egypte deel van uitmaakte. In zijn opdracht ontwierp en bouwde de Griekse architect Dinocrates de stad vanaf ongeveer 330 v.Chr. op de plek waar de Nijldelta, de woestijn en de Middellandse Zee elkaar ontmoeten.
Alexandrië was een van de vele steden die werden gesticht in opdracht van en/of vernoemd naar Alexander de Grote.

#### Bevolking
Bijna 1000 jaar was Alexandrië de hoofdstad van Egypte. Aan het begin van onze jaartelling was Alexandrië (na Rome) de tweede stad van het Romeinse Rijk, met wellicht circa 400.000 inwoners. In het midden van de vierde eeuw waren dat er tussen de 300- en 500.000 binnen 'tien vierkante mijlen'. De stad had een zeer gemengde bevolking. De Egyptenaren waren waarschijnlijk wel in de meerderheid, maar zij waren sterk gehelleniseerd. Ook woonden er veel Grieken, Syriërs, Lyciërs, Phrygiërs en was er een vrij grote Joodse gemeenschap. De algemene omgangstaal was eerder Grieks dan Egyptisch (Koptisch). Men sprak vaak van "Alexandreia para Aigypton", dat wil zeggen Alexandrië bij Egypte.
De stad had voortdurend nieuwe aanwas nodig, omdat bijna drie procent van de bevolking jaarlijks stierf. Bijna de helft van de geboren kinderen in het Romeinse Rijk stierven voor hun vijfde jaar en vrouwen hadden twee procent kans te overlijden elke keer dat ze baarden en dat deden ze tijdens hun leven 'normaal' zes of meer keer.
De stad had vijf sectoren of kwartieren, waaronder Rhakotis (waar onder meer de Egyptische wevers woonden) en Gamma (de rijke buurt). In de vierde eeuw leefden de meeste Alexandriërs in huizenblokken van drie of vier verdiepingen.
De verschillen tussen rijk en arm waren groter dan tussen geloven. De geschoolde elite had dezelfde belangstelling en doelstelling en er was een gemeenschappelijke literaire cultuur. Ze waren geïnteresseerd in rhetorica, filosofie en in de manieren waarin religieuze tradities filosofisch konden worden geïnterpreteerd. Ze waren van oudsher de patronen en beschermers van de armere bevolking, maar de kloof tussen de twee werelden groeide en leidde uiteindelijk tot grote conflicten en het einde van het 'heidendom'.

#### Tempels
De stad had in de vierde eeuw bijna 2400 tempels, groot en klein. Dat is ongeveer een tempel op de twintig huizen. Het Caesareum en het Serapeum waren de belangrijkste tempels.

#### Caesareum
Het Caesareum lag op het meest zuidelijke punt van de Grote Haven. Het monument was begonnen onder koningin Cleopatra ter ere van Julius Caesar en voltooid onder keizer Augustus. Het Caesareum diende vierhonderd jaar als het Alexandrijnse centrum van de keizerlijke cultus. Rond 355 werd het Caesareum aan de bisschop van Alexandrië gegeven om de belangrijkste kerk van de stad te worden.

#### Serapeum
Het Serapeum was de heidense tegenhanger van het christelijke Caesareum. Deze monumentale tempel was gewijd aan de god Serapis, een god, die onder de Grieks-Egyptische koning Ptolemaeus was ontstaan door het verenigen van Griekse (onder meer Zeus, Hades, Asclepios) en Egyptische goden (Osiris, Apis, Ptah), met als doel zo ook de verschillende bevolkingsgroepen dichter bij elkaar te brengen. Het Serapeum stond op de hoogste heuvel en was bijna overal in de stad zichtbaar. In het centrum stond een tien meter hoog beeld van goud en ivoor. Het Serapeum had een eigen bibliotheek.

#### Koninklijke Bibliotheek
Lange tijd is de stad tevens het belangrijkste internationale centrum geweest van cultuur, kennis en geleerdheid tijdens de periode van de Oudheid en vroege middeleeuwen. Dit was het werk van de Griekse dynastie der Ptolemaeën die wetenschap en cultuur stimuleerden, om prestige te verkrijgen onder de hellenistische buurkoninkrijken. Dit begon al minder dan honderd jaar na de vestiging van de stad.
Demetrius van Phaleron (ca. 350-283 v. Chr.), een van Aristoteles' leerlingen, adviseerde Ptolemaeus I Soter het Museum en de Bibliotheek op te zetten. Om de verzameling boeken te creëren stuurden de Ptolemaeën over de hele Griekse wereld afgezanten om manuscripten te kopen. Ptolemaeus III voegde een grote collectie werken toe van de toneelschrijvers Aeschylus, Sophocles en Euripides, terwijl zijn directe opvolger zich op Homerus richtte. Ptolemaeus III werd geadviseerd door Eratosthenes, die van ca. 234 tot 196 v. Chr. hoofdbibliothecaris was en er zijn drie boeken, de nu verloren Geographica, schreef. Delen ervan zijn overgeleverd via Strabo.
De Koninklijke Bibliotheek lag op het terrein van het Museum. De verzameling papyrusrollen werd in 48-47 v. Chr. schade toegebracht toen Julius Caesar, in zijn conflict met Pompeius, de Ptolemaeïsche vloot verbrandde in de haven van Alexandrië. De brand verspreidde zich naar de stad en vernietigde een groot deel van de 'boeken' van de bibliotheek. Maar het gebouw bleef gespaard en Marcus Antonius gaf aan Cleopatra de inhoud van de grote Hellenistische Bibliotheek van Pergamum en zo werd de verzameling weer op peil gebracht. Door de overvloed aan boeken werden op een gegeven moment partijen ondergebracht in ondergrondse bibliotheken van het Caesareum, Claudiaanse tempels en het Serapeum. Deze bibliotheek van het Serapeum groeide in de Romeinse tijd tot het tegen het eind van de vierde eeuw meer dan 700.000 werken zou hebben.
De Bibliotheek van Alexandrië was met tussen de 400.000 en 900.000 boekrollen een van de belangrijkste bibliotheken uit de geschiedenis, zo niet de belangrijkste. Deze is later verwoest, waarbij een ongekende schat aan kennis verloren is gegaan. Over de precieze toedracht hiervan zijn de meningen verdeeld. Zowel het Museum als de Koninklijke Bibliotheek verdwenen midden derde eeuw, waarschijnlijk tijdens de strijd, die keizer Aurelianus leverde tegen de Palmyreense koningin Zenobia in 272 n. Chr. De Grote Bibliotheek verdween in de jaren 270 n. Chr. waarschijnlijk toen het Paleis Kwartier waarin het was gevestigd werd verwoest.
In de vierde eeuw had de bibliotheek van het Serapeum de grootste verzameling geschriften. Het werd in 391 n. Chr. verwoest.

#### Museum
Mouseia dienden in veel Griekse steden als rituele centra gewijd aan de cultus van de Muzen en waren centra van literaire activiteit. Toch was het Alexandrijnse Museum eerder gemodelleerd naar de Atheense filosofische scholen, zoals die van Plato's Academie en het Lyceum van Aristoteles. Het Museum leek vooral op Aristoteles' lyceum. Er was een ontmoetingsplaats waar gezamenlijk de maaltijd kon worden gebruikt en een ruimte gewijd aan de verering van de Muzen. De heersers Ptolemaeus I tot Cleopatra VII sponsorden de activiteiten en daarnaast waren er donaties van rijke families. Zo werden geleerden aangetrokken, konden leden van het Museum onderzoek doen, openbare lezingen geven en groepen leerlingen onderwijzen. Ook Romeinse keizers verleenden stipendia en onder Claudius I werd het Museum uitgebreid.
Na de verwoesting in de derde eeuw, werd het Museum op een andere plaats gevestigd. Van de vierde en vijfde eeuw zijn de laatste leden van het Museum bekend. Horapollon was het laatste lid.

#### Havens
Door de verbinding met het rotsachtige eiland Pharos was de zee verdeeld en kreeg Alexandrië twee havens: de Grote Haven in het oosten en de kleinere Eunostos Haven in het westen. Het waren de drukste havens aan de Middellandse Zee. Nog drukker was het in de meer zuidelijk gelegen haven, aan het meer Mareotis. Daar was meer import en export.
Graan was het belangrijkste product. Elk jaar werd er 650 keer grote ladingen graan van Alexandrië naar de nieuwe hoofdstad Constantinopel verscheept, in totaal meer dan vijf en een half miljoen zakken graan. Er lagen grote graansilo's langs de Nijl en barken met graan kwamen van daar in de late winter de voorraadschuren aan de zuidkant van Alexandrië binnen. Het graan moest overgezet worden van het Nijl kanaal naar de Middellandse Zee. In de voorraadschuren bleef het graan liggen tot begin april, als de Middellandse Zee veilig genoeg was om te bevaren. Dan werd het graan naar de havens aan de zeekust gebracht en tot eind augustus op zeeschepen gezet.

#### Vuurtoren
De stad is ook al zeer lang bekend vanwege het feit dat een van de Zeven wereldwonderen uit de Klassieke oudheid zich in deze stad bevond: de Vuurtoren van Alexandrië.

### Romeinen
Vanaf 30 v.Chr., toen de laatste Ptolemee – de bekende koningin Cleopatra – stierf, bleef Alexandrië de hoofdstad van de provincia Alexandria et Aegyptus.

### Byzantijnen
Alexandrië bleef ook de hoofdstad onder de Byzantijnen. Alexandrië werd de zetel van het Patriarchaat van Alexandrië.
Lange tijd leefden christenen en heidenen nog vredig met elkaar samen, maar de kloof tussen rijk en arm groeide en voedde de religieuze tegenstelling. In maart 415 leidde een politiek-religieus conflict tot de moord op de grote filosofe Hypatia.

### Arabieren
In het midden van de 7e eeuw veroverden de Arabieren Egypte (Val van Alexandrië (641)) en het overige Midden-Oosten. De functie van hoofdstad werd in 969 overgenomen door het door de Fatimiden gestichte Caïro en dit bleef zo tot op de huidige dag. Hierdoor werd de stad geleidelijk aan minder belangrijk.

## Het moderne Alexandrië
Na de stichting van Caïro was Alexandrië langzaam vervallen tot een groot vissersdorp. Omstreeks 1800 had de stad slechts 4000 inwoners.
In de 19e eeuw werd Alexandrië opnieuw een grote stad, met een multicultureel karakter. Dit is toe te schrijven aan de politiek van de Osmaanse onderkoning Mehmed Ali, die een voor zeeschepen toegankelijke haven van groot belang achtte voor de ontwikkeling van zijn land. Hij liet de verzande haven uitbaggeren en herstellen en moedigde de Europese zakenwereld uit om te investeren in bijvoorbeeld de Egyptische katoenteelt. Dit werd een groot succes en tegen 1900 bestond een kwart van de inmiddels 400.000 inwoners uit Europeanen. Onder deze laatsten waren de Grieken de grootste groep. De Europeanen beheersten nagenoeg alle hoger gekwalificeerde banen, terwijl de Arabieren hoofdzakelijk ongeschoolde arbeid verrichtten.
Vanwege de opkomst van het Arabisch nationalisme onder Nasser (Egypte voor de Egyptenaren) hebben de meeste van deze buitenlanders vanaf 1950 - 1960 Egypte verlaten.
Vandaag de dag is Alexandrië, met ongeveer 5.2 miljoen inwoners na Caïro, de grootste stad van Egypte. Er is een belangrijke chemische industrie gevestigd en verschillende technologische bedrijven. In de zomer komen er veel (rijkere) Egyptenaren wonen in hun tweede huis in deze stad wegens het relatief koele en aangename zeeklimaat in vergelijking met het hete binnenland. Het is tevens een universiteitsstad. In 2003 is er de Bibliotheca Alexandrina geopend die eenzelfde internationale functie moet gaan vervullen als de vroegere hellenistische bibliotheek. Op 1 januari 2011 vond een zware aanslag op een koptische kerk in de stad plaats. Hierbij kwamen 23 personen om het leven. In 2017 vond nogmaals een aanslag plaats op een Koptische kerk. Hierbij vielen 17 doden.

## Bezienswaardigheden in en rond Alexandrië

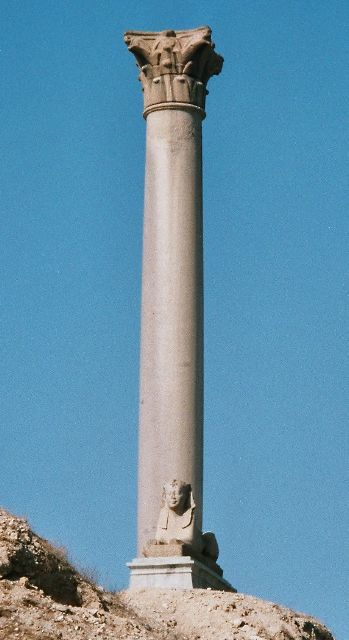
Pilaar van Pompeius

- De belangrijkste hedendaagse plek om uit te hangen is de corniche, de flaneerboulevard langs de kust.
- Saad Zaghloel plein, met het Cecil Hotel
- Grieks-Romeins Museum
- Pilaar van Pompeius
- Romeins Amfitheater
- Jachthaven
- Verscheidene moskeeën en kerken
- El Alamein
- Bibliotheca Alexandrina

## Sport
Uit Alexandrië zijn diverse voetbalclubs afkomstig die actief zijn geweest in de Egyptische Premier League. El-Olympi werd in 1966 landskampioen. Het Alexandriëstadion is het belangrijkste voetbalstadion in de stad en hierin zijn bij verschillende edities wedstrijden voor de Afrika Cup gespeeld. Iets ten westen van Alexandrië bevindt zicht het Borg El Arabstadion. Dit is een van de grootste stadions van Afrika.

## Partnersteden
- Baltimore (Verenigde Staten)
- Bratislava (Slowakije)
- Cleveland (Verenigde Staten)
- Constanța (Roemenië)
- Durban (Zuid-Afrika)
- Kazanlak (Bulgarije)
- Odessa (Oekraïne)
- Shanghai (China)
- Sint-Petersburg (Rusland)

## Bekende inwoners van Alexandrië

### Geboren
- Cleopatra VII (69 - 30 v.Chr.), farao over het Oude Egypte
- Anna von Planta (1858-1934), Zwitserse filantrope
- Konstantínos Kaváfis (1863-1933), Grieks dichter
- Filippo Marinetti (1876-1944), oprichter en voorman van het futurisme
- Abdul Badawi (1887-1965), politicus en rechter
- Rudolf Hess (1894-1987), Duits nazikopstuk
- Eugenio Messina (1908-?), een van de vijf gebroers Messina van een prostitutienetwerk in Londen
- Riccardo Freda (1909-1999), Italiaans filmregisseur en acteur
- Attilio Messina (1910-?), een van de vijf gebroers Messina van een prostitutienetwerk in Londen
- Eugénie Mousny (1911-2011), Zwitserse radiopresentatrice
- Carmelo Messina (1915-?), een van de vijf gebroers Messina van een prostitutienetwerk in Londen
- Eric Hobsbawm (1917-2012), Brits intellectueel, marxistisch historicus en auteur
- Alex Joffé (1918-1995), Frans scenarist en filmregisseur
- Gamal Abdel Nasser (1918-1970), kolonel en president van Egypte
- Fawzia van Egypte (1921-2013), koningin van Perzië/Iran
- Hakob Hakobian (1923-2013), Armeens kunstschilder
- Eli Cohen (1924-1965), Israëlisch spion
- Youssef Chahine (1926-2008), filmregisseur
- Mohamed Al-Fayed (1929-2023), zakenman
- Omar Sharif (1932-2015), filmacteur en bridgespeler
- Georges Moustaki (1934-2013), Grieks-Frans zanger en componist
- Safinaz Kazem (1937), literatuurcritica en journaliste
- Mohamed Salim el-Awa (1942), advocaat, hoogleraar, islamitisch denker en politicus
- Demis Roussos (1946-2015), Grieks zanger
- Mourad Mouwafi (1950), militair, hoofd van de inlichtingendienst en politicus
- Ronny Abraham (1951), Frans hoogleraar en rechter van het Internationaal Gerechtshof
- Dodi Fayed (1955-1997), zakenman, vriend van prinses Diana
- Mahmoud Hossam (1946), oud-politieofficier, zakenman en presidentskandidaat in 2012
- Abdel Moneim Mahmoud (1979), journalist en blogger
- Ahmed Maher (1980), activist en oprichter van de 6 aprilbeweging
- Khaled Saïd (1982-2010), blogger
- Karim Amer (1984), activist
- Mohamed Nagy (1984), voetballer
- Mahienour El-Massry (1986), mensenrechtenactivist en advocaat
- Ahmed Hamoudi (1990), voetballer
- Amr Warda (1993), voetballer
- Doaa Elghobashy (1996), volleyballer en beachvolleyballer

## Andere steden met de naam Alexandrië
Er zijn zeer veel steden die Alexandrië heten of hebben geheten. Tijdens de veldtochten van Alexander de Grote werden veel plaatsen naar hem genoemd.
De Turkse vorm van de naam Alexandrië is Iskenderiye, en de Turkse stad Iskenderiye (modern Turks İskenderun) is dus een van de Alexandriës. In het Arabisch is al- een voorzetsel, vandaar dat ze Alexander "Exander" noemden, of met verwisseling van de medeklinkers Eskander of Iskander of Iskender. Ook het Albanese Shkodër heeft vroeger de naam Iskenderiye gehad. Ook in Irak ligt een Iskanderia. Andere steden die als Alexandrië zijn gesticht zijn Herat, Farah, Kandahar, Chodzjand, Gazhni, Charikar, Bagram en Termiz.
In het Italiaanse gewest Piëmont is een hele provincie die net als de hoofdstad Alessandria zo heet.
In de Verenigde Staten liggen diverse plaatsen met de naam Alexandria: Alexandria (Kentucky), Alexandria (Louisiana), Alexandria (Virginia), Alexandria (Minnesota).

## Galerij

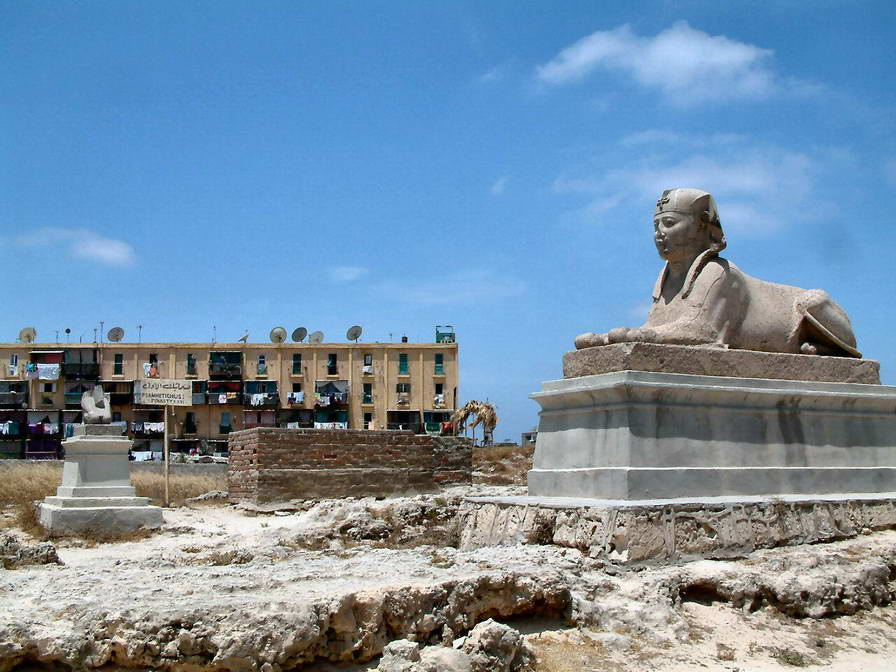
Moderne en historische gebouwen staan in veel wijken van Alexandrië broederlijk naast elkaar
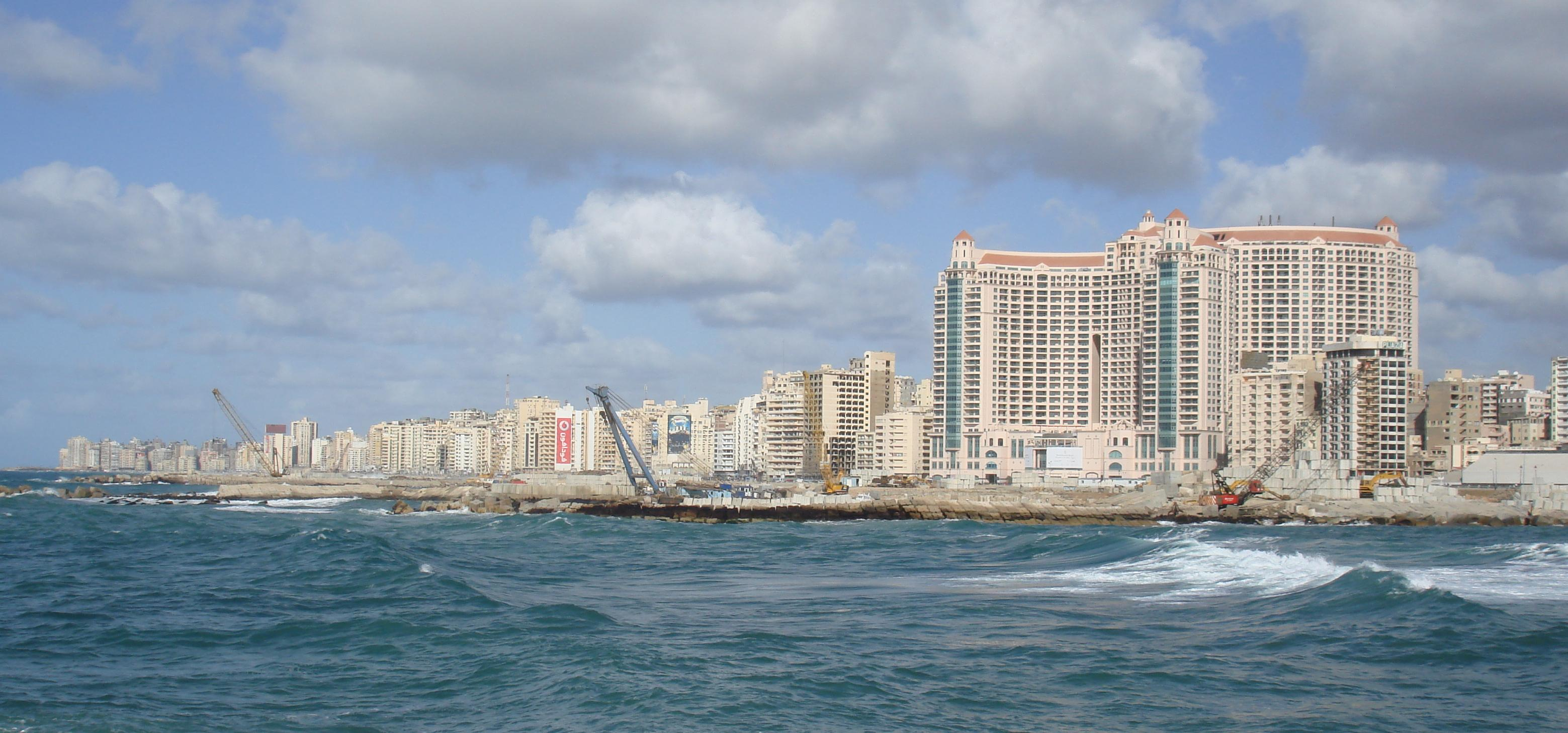
San Stefano
Bibliotheca Alexandrina
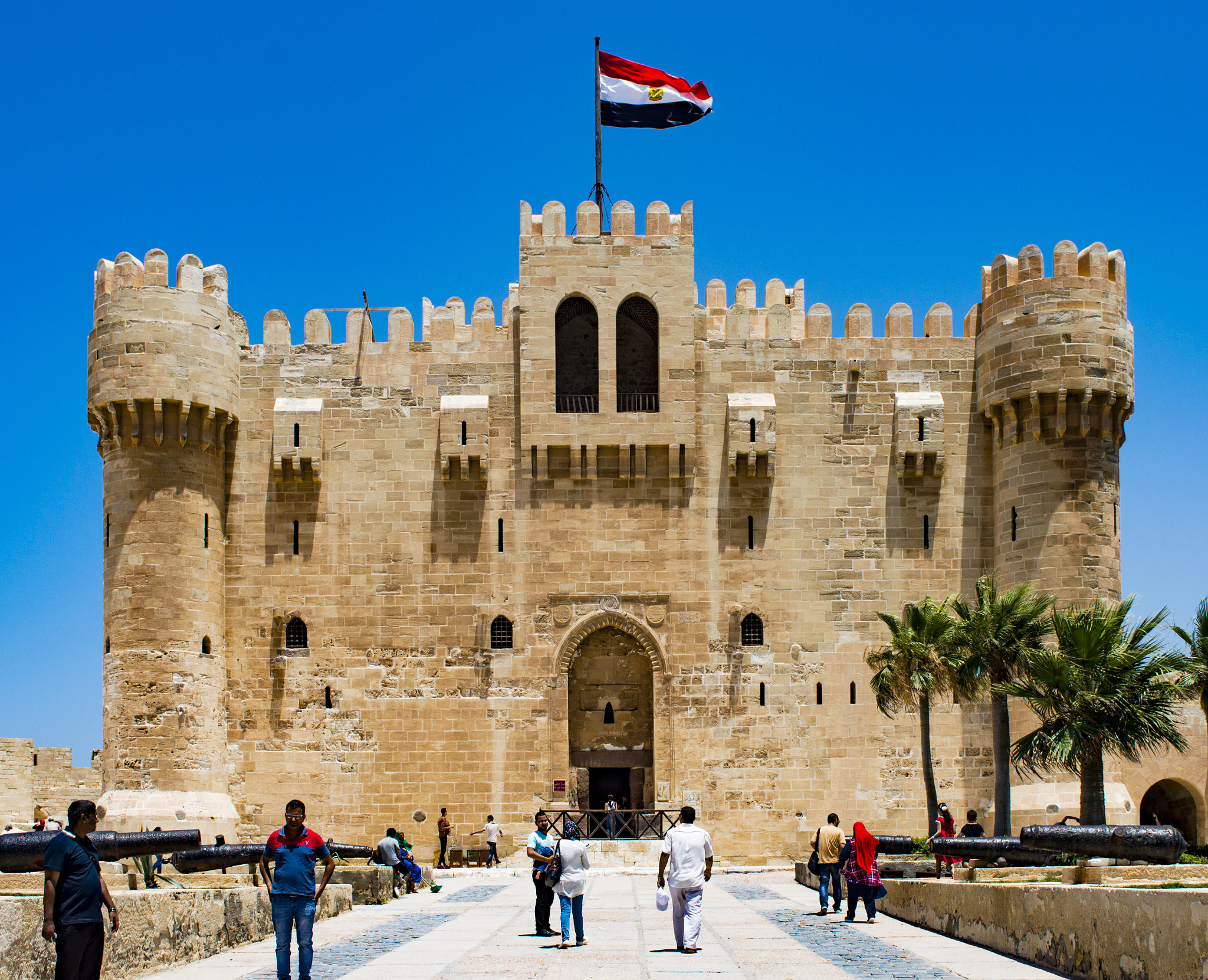
Citadel van Qaitbay
Abu al-Abbas al-Mursi Moskee
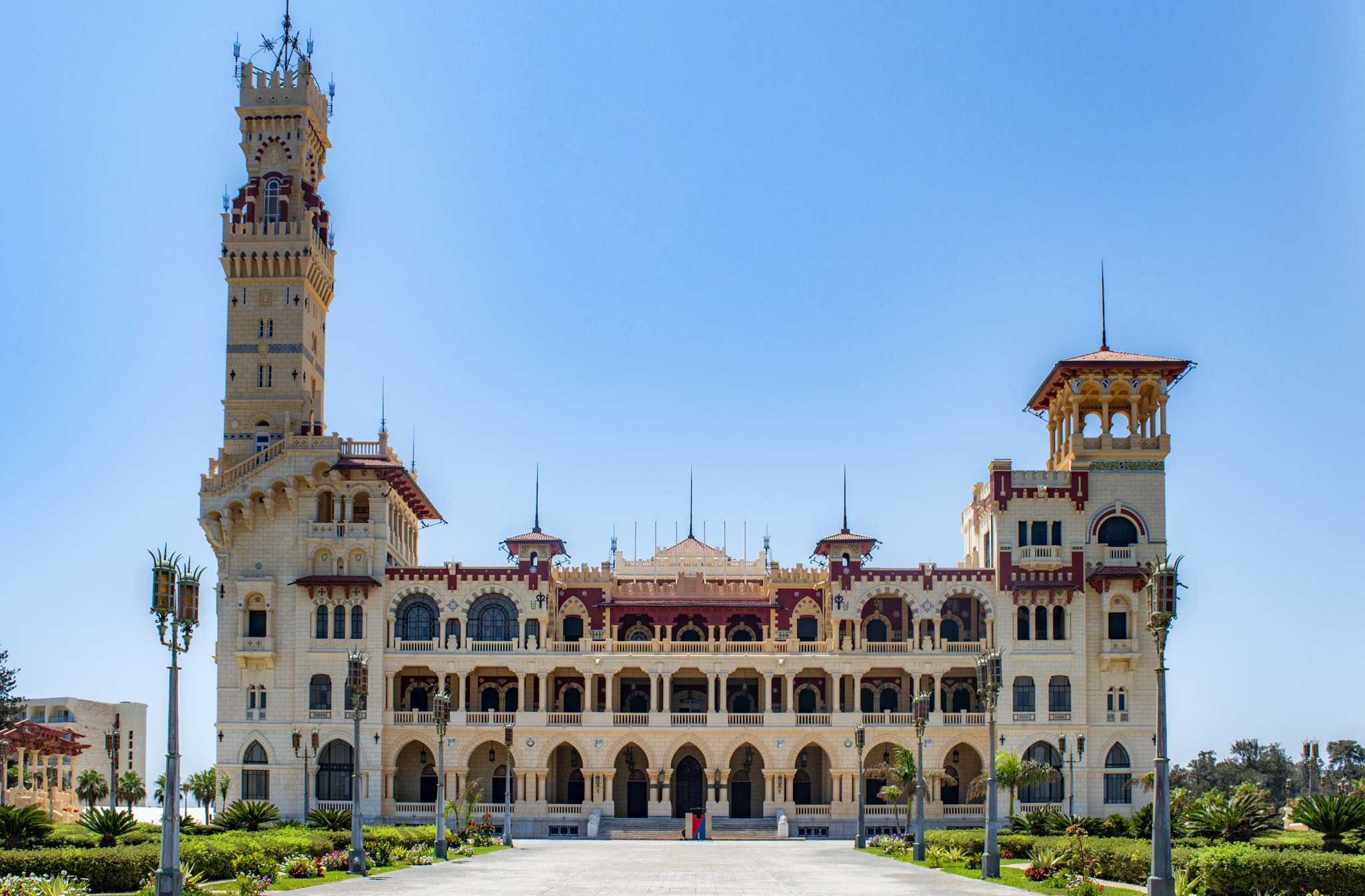
Montazapaleis
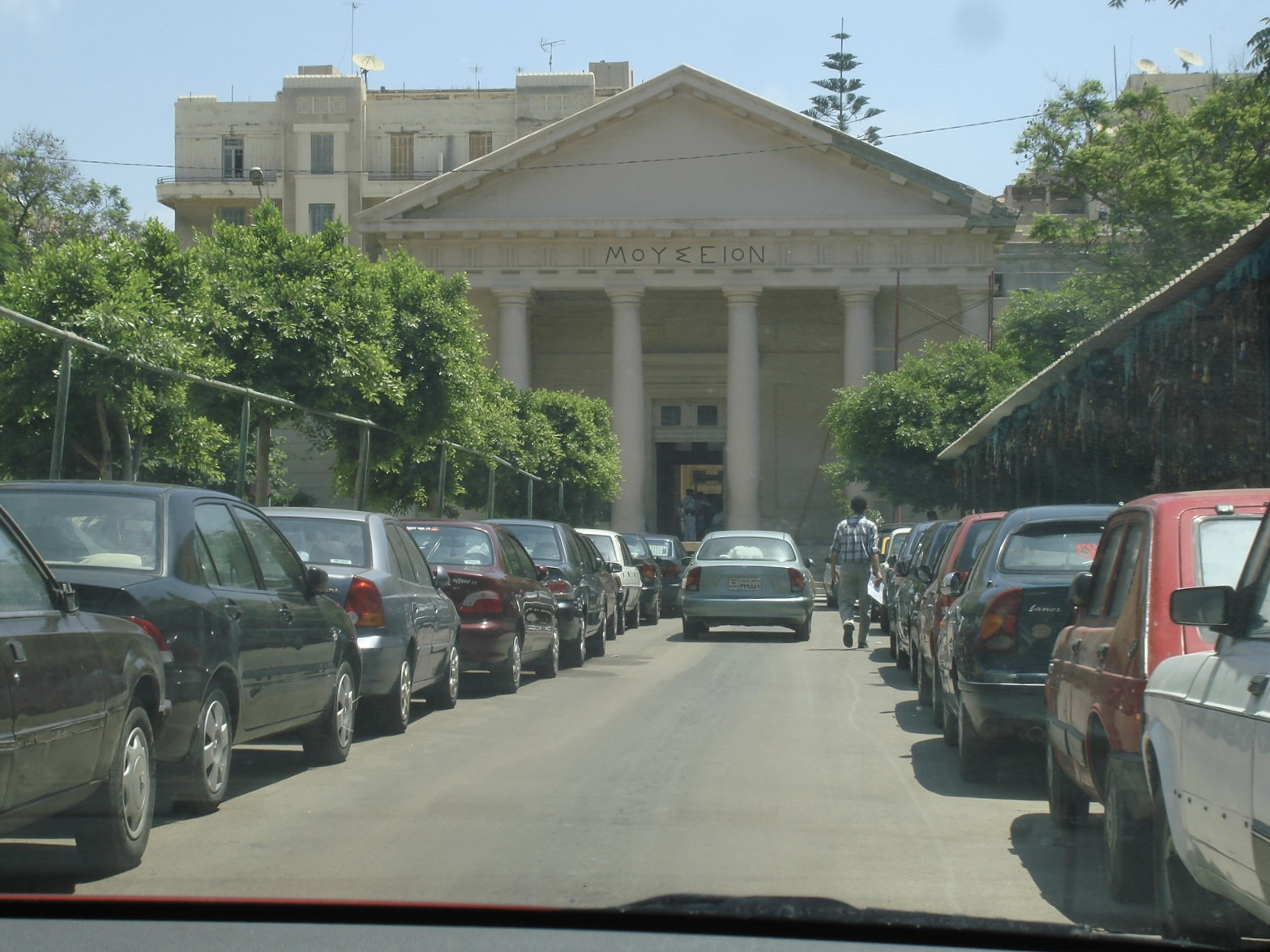
Grieks-Romeins Museum
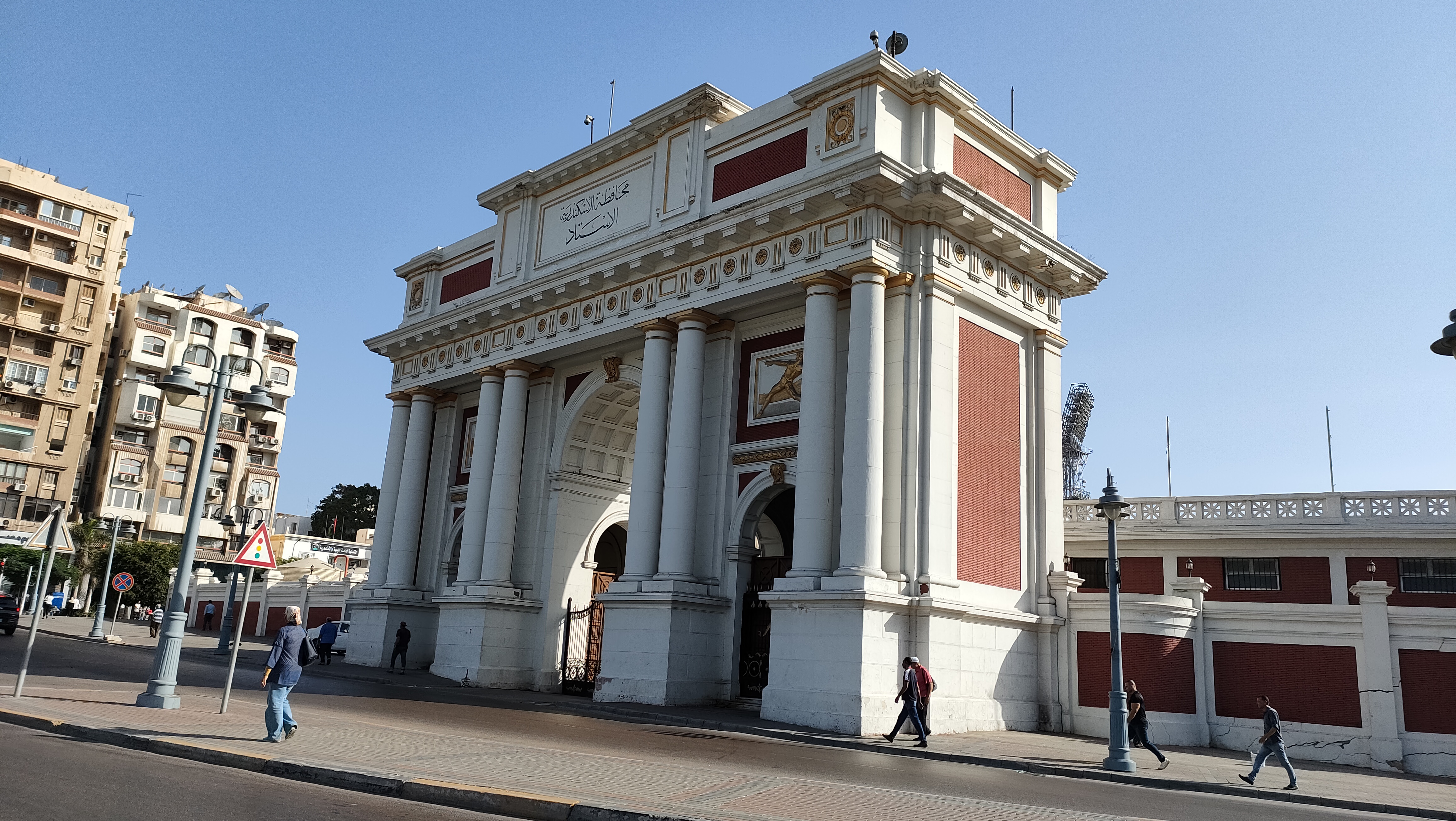
Alexandriëstadion